# 耶律希亮
耶律 希亮（やりつ きりょう、1247年 - 1327年）は、大元ウルスに仕えた官僚。字は明甫。

## 概要

### 生い立ち
耶律希亮は初期モンゴル帝国の官僚として著名な耶律楚材の子の耶律鋳の子で、1247年（丁未）にカラコルムで生まれた。第4代皇帝モンケ・カアンの命によって耶律鋳が銭糧の徴収のため燕京に派遣されるとこれに同行し、この頃9歳だった希亮は現地で趙衍に師事した。1256年（丙辰）に耶律鋳が任務を終えてカラコルムに戻った時も一人留まり学問を続けたが、1258年（戊午）にモンケ・カアンが南宋親征を始めて六盤山に至ると親征軍中の父の下に合流し、家族総出で四川方面への侵攻に加わった。

### 中央アジアでの逃避行
しかし、1259年（己未）にモンケ・カアンは遠征先で急死してしまい、残された親征軍はクンドゥカイらの指揮によって北上し陝西地方まで戻った。一方、モンゴル帝国ではモンケの後継者の座を巡り遠征軍の一部を率いるクビライと本拠地カラコルムを守るアリクブケの間で帝位継承戦争が勃発し、クンドゥカイら旧モンケ親征軍はアリクブケ派につくこと表明した。クビライ派の方が有利と見た耶律鋳は旧モンケ親征軍を離脱することを決意したものの、クンドゥカイらの監視の目は厳しく、やむなく妻子を捨てて単身クビライの陣営に逃れた。耶律鋳の読みは大いに当たり後に勝者となるクビライ陣営の下で耶律鋳は高官として栄達したものの、残された希亮とその母は怒ったクンドゥカイによって強い監視の下に置かれた。その後、北上して甘粛地方の西涼・甘州に至るとアリクブケ派の中心人物のアラムダールとクンドゥカイが耶律鋳の行く先を審問したものの、「もし行く先を知らされていれば、このように一人軍中に留まることはなかった」と答え、この回答をもっともだとしたアラムダールによって軟禁状態は解かれた。
一方、アリクブケ軍は実戦経験豊富なクビライ軍に押されて劣勢となり、クンドゥカイらも敗死したことによってカラ・ブカ（哈剌不花）を指揮官として西に逃れた。希亮はこれ逃れるチャンスと見て甘州の北に潜んだが、結局は見つかってカラ・ブカの下に引き出された。ところが、カラ・ブカはかつて病に陥った時に耶律鋳が医者を手配してくれたことで助けられた恩があると語り、希亮らの身の安全は保証すると請け負った。そこで希亮はカラ・ブカの軍団に留まって更に西進し、やがて天山山脈を越えてウイグルスタンに入り、ジャン・バリクを経てエミル城に至った。
エミルは第3代皇帝グユクの領地であるが、グユクの末子のホクは帝位争いに敗れてモンケ家から弾圧を受けた経緯からモンケ政権を引き継ぐアリクブケ政権を嫌っており、希亮らを通じてクビライと誼を通じようとした。また、この頃アリクブケからチャガタイ・ウルスに送り込まれたアルグもアリクブケ政権を見限ってクビライ派についており、グユク家のホクとチャガタイ家のアルグの助けを得て東方への帰還を果たそうとするも、アルグの裏切りに怒ったアリクブケの中央アジア侵攻に巻き込まれ中央アジアの諸城を転々とすることになった。一方、耶律鋳も生き別れた妻子の捜索をクビライに依頼していたが、至元4年（1267年）に至ってようやく希亮らを見つけ出し、同年8月にようやく希亮らは東方に帰還しクビライに見えることができた。クビライは希亮の境遇を憐れみ鈔1000錠・金帯1・幣帛30を授け、ケシクのスクルチ・ビチクチに任じた。

### 大元ウルスの官僚として
東方に帰還して以後、希亮は大元ウルスの官僚として仕えるようになり、至元12年（1275年）に日本遠征について意見を求められている。クビライの命を受けた希亮が夏貴・呂文煥・范文虎・陳奕ら南宋から降った諸将に日本遠征の可否について訪ねると、諸将はみな「日本を伐つべし」と答えたという。しかし、希亮自身は宋朝と遼・金の300年にわたる戦争が終結したばかりであることから、数年を待ってから軍を興しても遅くはないと進言した。実際に、南宋の降将たちを動員した第二次日本遠征（弘安の役）が行われたのは「数年待った」至元18年（1281年）のことであった。至元14年（1277年）、嘉議大夫・礼部尚書を経て、吏部尚書となった。

### 晩年
至元17年（1280年）、希亮は長年にわたる中央アジアでの逃避行によって足の病気になり、朝廷を辞して20年余りにわたる隠居生活に入った。至大2年（1309年）、クルク・カアン（武宗カイシャン）が先朝の旧臣を探し求めていると希亮が見出され、特に翰林学士承旨・資善大夫から翰林学士承旨・知制誥兼修国史とされ、クビライの嘉言・善行をまとめた書はゲゲーン・カアン（英宗シデバラ）にまで受け継がれて禁中に置かれた。その後もなお存命し、泰定4年（1327年）に81歳という高齢で亡くなった。

## 一族
- 耶律楚材：生母・楊氏
  - 耶律鉉：楚材の長男、生母・梁氏
  - 耶律鋳：楚材の次男、生母・蘇氏
    - 耶律希亮：鋳の子